# Stadlander
Een stadlander is een persoon die in een dorp in de omgeving van een grote stad woont en de voordelen van het ‘buiten’ wonen combineert met de voordelen van de voorzieningen van een grote stad. In grote delen van Nederland schuiven stad en platteland als het ware in elkaar en gaat de scherpe scheiding tussen stadslandschappen en dorpslandschappen verloren. Volgens Elerie (2006) gaan stedelingen en plattelanders steeds meer op elkaar lijken. Wonen, werken en recreëren spelen zich als het ware af in regionale netwerken en beperken zich niet langer tot een bepaalde plek (dorp of stad). In dit regionale netwerk vormen dorpen en stad knooppunten waar dan gewerkt en dan weer gewoond wordt. De verstedelijking van het platteland is niet alleen maar een fysiek verschijnsel, maar ook een mentale kwestie (te zien aan leefstijl en ruimtelijk gedrag).